# 石狩八幡神社
石狩八幡神社（いしかりはちまんじんじゃ）は、北海道石狩市弁天町1に所在する神社。旧社格は郷社。
祭神は誉田別命、倉稲魂命。

## 歴史
1858年（安政5年）、箱館総社八幡宮の神主である菊池大蔵が末社として石狩八幡宮を勧請したのを創建とする。当初の所在地は石狩川の右岸、後の石狩市八幡町であった。
1874年（明治7年）8月、開拓使官員や町民たちの協議により、石狩川左岸の現在地に遷座する。移転先の稲荷大神は相殿で祀ることになった。また、同じくもともと移転先にあった石狩弁天社はより西側に遷された。このとき鳥居までは移転しなかったので、石狩八幡神社が改修を加えて使用するようになった。
1875年（明治8年）、石狩郡郷社となる。
1901年（明治34年）、本殿を新築。
1915年（大正4年）、神饌幣帛料供進神社に指定される。
1945年（昭和20年）7月15日、石狩本町地区がアメリカ軍の空爆に見舞われる。石狩八幡神社の付近にも着弾し、社務所が焼かれた。

## 境内
石狩八幡神社の鳥居はもともと石狩弁天社が移転前に使用していたもので、刻印された「秋味」の語は北海道内に残る最古の使用例である。1918年（大正7年）、鳥居は正式に石狩八幡神社の所有となる。1920年（大正9年）、それまで石狩川河口に向いていた鳥居を南東向きに変え、上部を八幡鳥居形式に改修した。
境内には2本の石柱を立てた碑がある。元の姿は石灯籠で、1868年（慶応4年 / 明治元年）7月に石狩役所を主宰していた井上弥吉が、同郷のよしみで木戸孝允に書いてもらった「文武一徳」および「肇域四方」の文字を刻んだ1対を奉献したものだった。その後50年が経つうちに石灯籠は散逸してしまったが、1919年（大正8年）に岡村社司がなんとか軸石の部分だけを見つけ出し、碑へと改修した。この碑の建立を知らされた井上は翌1920年5月に石狩を再訪し、八幡神社に金50円と来国光の名剣を奉納している。

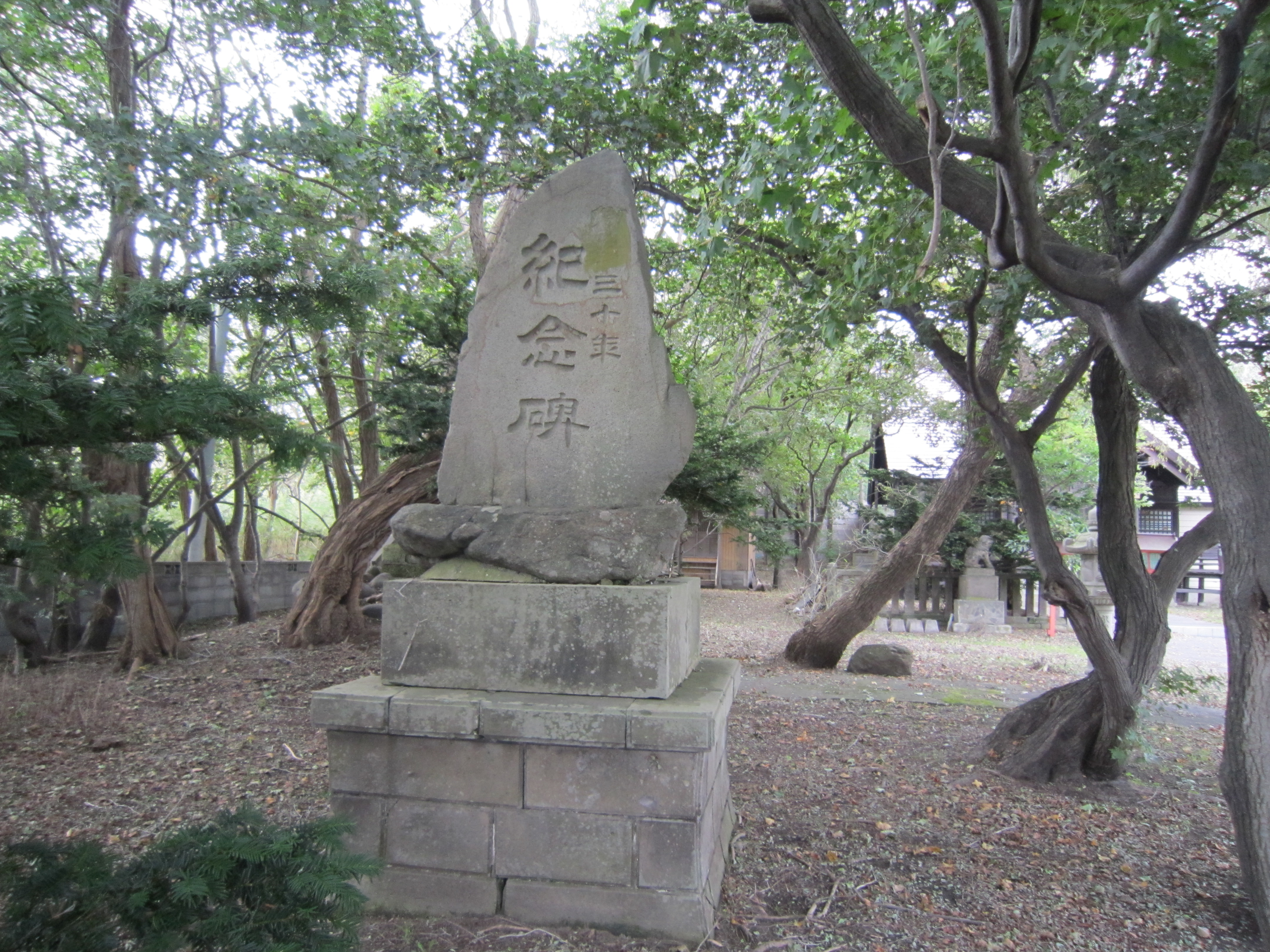
三十年紀念碑
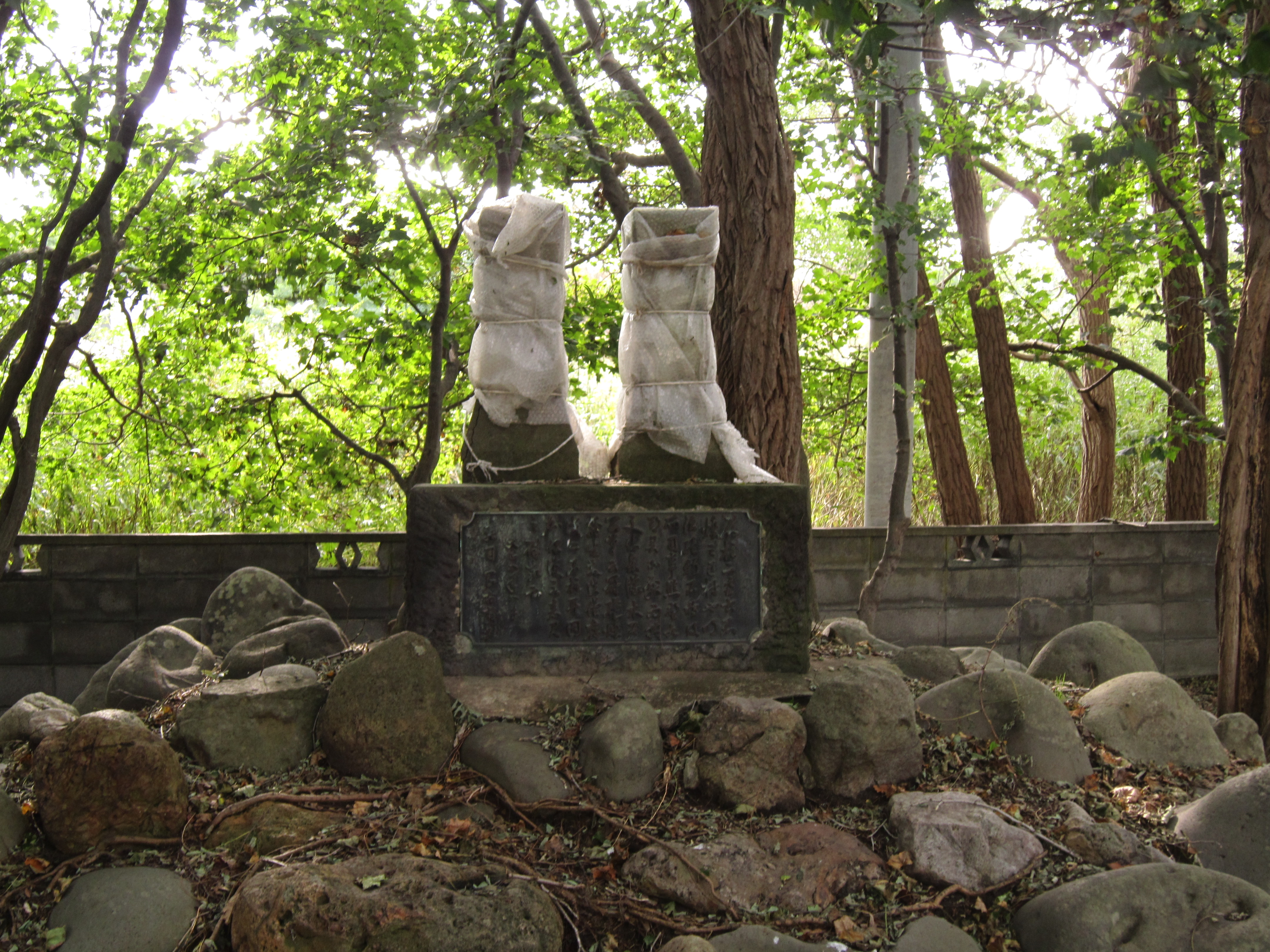
御神燈軸石（保護中）